# 寶石之國
《寶石之國》是市川春子創作的日本漫畫作品，於講談社雜誌《月刊Afternoon》2012年12月號（2012年10月25日發售）开始連載。2021年2月號刊出95話後無限期休載，於2022年5月20日宣布於2022年6月24日恢復連載，於2024年4月25日完結。
2017年5月19日宣佈推出電視動畫，同年10月起在MBS電視台、東京都會電視台等電視台播出。台灣和香港則是在2018年由Animax進行電視首播。
2025年2月，本作獲頒日本SF大獎

## 故事簡介
在某塊土地上，寶石人和名為月人的敵人作戰，月人企圖將寶石人帶回月球。統領寶石人的金剛老師將編纂博物誌的工作交給硬度較低的磷葉石，為了蒐集資料，磷葉石找到会分泌水银的辰砂。儘管辰砂因為毒素(水銀)會破壞大地而不願戰鬥，但他仍為了保護磷葉石而擊退月人。次日，磷葉石駁斥了辰砂希望被帶到月球的願望，並發誓自己一定可以找到辰砂喜歡並適合他的工作。
在一次戰鬥中，磷葉石被類似蛞蝓的生物吞食，鑽石找到了使他復原的方式，而磷葉石則發現自己有能聽懂蛞蝓狀生物溫特里克斯斯的話。溫特里克斯斯表示自己是安多米拉比利斯一族的王，還透露過去曾存在這片大地上的人類已分裂成三個獨立的物種：象徵骨的寶石、象徵肉的安多米拉比利斯一族和象徵魂的月人。溫特里克斯斯想將磷葉石交給月人以換取自己被俘虜的弟弟，磷葉石獲救後原諒了他，但也因此失去雙腿。在安裝上自溫特里克斯斯得到的瑪瑙碎片製成的新腿後，磷葉石發現自己能跑得非常快，並因此開始參與戰鬥，但光是巡邏任務就讓他疲憊不堪。
冬季來臨，除了原本就只能在冬天活動的南極石、睡不著的磷葉石和金剛老師以外，所有寶石都在冬眠。磷葉石被浮冰的聲音引誘，落入水中後失去雙手，他將一些金和白金做為替代品，但金和白金失控並開始吞噬磷葉石，此時月人襲來，南極石為了拯救磷葉石而被捉，磷葉石控制了新的雙手並試圖救回南極石，但卻沒能成功。磷葉石因為失去南極石而感到痛苦，個性也比以往更加內斂，隨著春天到來，他已經掌握新的手臂並足以單獨對抗月人，而他也因為金手臂受其他寶石矚目。隨著失去雙手，磷葉石疑似失去關於辰砂記憶。
磷葉石的行為引起黑鑽注意，黑鑽希望他成為自己的夥伴，取代原本的鑽石。在金剛睡著的次日，出現足以抵擋黑鑽和磷葉石攻擊的巨型月人，巨型月人進入學校並追逐鑽石，感到不能再依靠黑鑽的協助後，鑽石憑藉自己的四肢擊倒巨型月人。黑鑽趕來協助鑽石，他們發現巨型月人被切斷後會分裂成更小的個體，他們將這些型如小狗的個體蒐集起來後恢復了原本的大小，金剛稱這個月人為小白。磷葉石懷疑金剛與小白的關係，辰砂透露其它寶石都認為金剛與月人間有秘密，但仍決定跟隨他。
為查明真相，磷葉石決定調查月人，他協助金紅石修復蓮花剛玉，蓮花剛玉給了磷葉石關於與月人交談的建議後再度沉睡。磷葉石向變石學習關於月人的知識，並試圖在戰鬥中質問其中一個月人，但他的質問被辰砂打斷而沒有結果。磷葉石想起兩人的承諾，為辰砂找到了新工作：協助自己調查月人和金剛的真面目。

## 登場角色

### 寶石
磷葉石（Phosphophyllite，聲：黑澤朋世（日本）陳貞伃（台灣））
本作主角。硬度3.5，韌性極低。薄荷色。暱稱「小磷（フォス）」。
是寶石中年紀最小的，故事開始時接近300歲，接上青金岩的頭部後沉睡了102年，甦醒後至少402歲，期間有更年輕的寶石誕生。從月球回到地球上試圖要求老師為月人祈禱時被地球上的寶石擊碎，碎片也被寶石們分散開，各自埋在不同的地方，220年過後被寶石們忘記才被老師組裝回人型，目前至少有622歲。搭檔過的對象有紫水晶、南極石、黑鑽石、幽靈水晶與黑水晶，夜襲時的隊友為帕德瑪剛玉和黃鑽石。由於被溫特里克斯斯吞噬過的緣故，能夠聽懂其他寶石無法理解的語言。
對於戰鬥有異於常人的執著，但卻因脆弱的身體與最低的韌性而被迫放棄。無論做什麼事都相當笨拙，曾經嘗試工藝、醫療、武器製作、裁縫、戰略計畫等必要性工作，卻找不到適合自己的一技之長，從而認知到自己的「無用」。唯一的特長只有正直的性格和過人膽量。在即將滿300歲時獲得了編寫博物誌的工作，但本人卻感到十分不滿意。為了獲得編寫博物誌的靈感而認識了博學多識的辰砂。原本想要取得辰砂的協助，卻意外得知其心中的孤獨與不被需要的苦楚，於是決心為其找到一份只有他才能作的工作。
個性積極正面，擁有靈活的思維，總是抱持一股盲目的自信。但是常常因為好奇心而採取魯莽的行動，是個總是讓周遭產生多餘消耗的麻煩製造者。崇拜帕德瑪剛玉，想變得像他一樣帥氣。南極石被抓走對磷葉石產生了重大的影響，對他抱持著混雜愧疚與憧憬的感情而刻意模仿其表情、氣質與處事風格，更將頭髮剪短以貼近南極石的形象。幽靈水晶被帶到月亮上後，受到兩位搭檔為了保護自己而接連被月人抓走的打擊，精神陷入十分不安定的異常狀態，甚至把黑水晶誤認為南極石，導致體內的合金暴走。此外，在接上青金岩的頭後與其殘留的意識在夢中交會，因此得到青金岩的建言與智慧，行為與思想變得與青金岩非常相似。
多次損失部分身體，同時伴隨失去許多記憶。在海裡失去雙腿後，使用硬度7的瑪瑙與貝殼作為替代品，獲得強健的腿力，同時能夠承受戰鬥所帶來的負擔。同年冬天，在進行碎冰作業時掉入海裡被浮冰沖斷雙手，接上了金與白金的合金替代。新的手可以自由地伸縮變形，有攻擊、防禦與輔助等多種轉變型態的應用方式，使戰鬥力大幅提升，但合金進入體內後改變了身體構造，使得體格變巨大、身高也拉長。同時，合金的重量導致身體在手臂每次伸縮時不斷成長，剪下的頭髮幾乎用在修補被合金磨損的空隙。而後在戰鬥中為了撿回黑水晶斷掉的手臂，一時大意之下被月人從上方偷襲，一箭射穿並帶走了頭部，只餘軀幹而失去意識，在黑水晶提議下裝上其保管的青金岩的頭部。
之後為了瞭解月人與月亮上的情況而在黑水晶的協助下有意識的被帶到月球，得知被帶走的寶石們已被磨成粉末鋪撒在月球表面而深感憤怒。從月人王子口中得知金剛老師的真實身份以及一連串使其「正常工作」的計畫，將寶石磨成粉與狩獵寶石的目的也同樣是想要動搖金剛老師的情緒而使其超渡所有月人。為了改變目前月人與寶石兩者間的關係，以及透過月人的科技復原所有被磨成粉末的同伴，決定讓其他寶石前往月球了解情況，同時讓金剛老師感受到「背叛」而令其開始工作。與王子以安裝人工珍珠製成的眼睛達成協定而回到地球，讓王子能透過珍珠眼睛來監視自己以及其他寶石與老師。去過月球之後，能用月人在地球期間的說話方式與他們對話。從月球回來後身上的白粉不知為何碰到水也不會脫落。
之後與新透綠柱石、鑽石、黃鑽石、藍錐礦、變石、黑水晶、紫水晶84再次前往月球，並擅自帶走帕德瑪剛玉到月球進行修復，希望金紅石能為此解脫。在得知南極石無法復原時崩潰，目標一度從讓老師重新正常工作變成破壞老師，被帕德瑪剛玉彈額頭粉碎後才冷靜下來。
由於缺少與磷葉石身體材質相近的材料，且體內的微生物正好具有善於共生的特性，所以每當失去部分身體時只能使用其他物質填充。然而，随着每一個新物質增加，不僅外表，連性格、身體、思維能力和精神方面都將產生一定程度的變化。不斷融合新物質也使得身體構造變得異常複雜，總計由十二種不同的物質構成。包括磷葉石的本體、雙腳的瑪瑙與貝殼、雙手的金與白金、青金岩頭部的六種礦物以及珍珠眼睛，本體的比例甚至不到一半。
與黃鑽石、帕德瑪剛玉一同回到地對老師進行突襲，過程中將黑鑽石的腿扯斷，在即將被辰砂的水銀攻擊時被帕德瑪剛玉擊飛，帕德瑪剛玉代替他被水銀覆蓋，隨後被黑鑽石用頭髮從腰部斬斷。聽見藍柱石說寶石人的未來不能沒有自己時產生動搖，最後被黑水晶擊碎頭部帶回月球。月人科學家巴爾巴達找出了能恢復過去磨碎的寶石人的方法，但由於被部分寶石粉末被月球上的安多米拉比利斯族吃下，要復原寶石人就必須殺掉牠們，取得牠們的殼。無法選擇殺掉安多米拉比利斯族，以及不希望再有同伴像黃鑽石或帕德瑪剛玉一樣受到傷害的磷葉石決定下次獨自一人回到地面去請求老師超渡月人，向王子說如果下次又失敗就將自己丟掉吧。
獨自下去請求老師為自己祈禱，結果被地面組的寶石人們打碎並將碎片埋藏至各個不同的地方。老師花了多年的冬天趁其他寶石人冬眠時將他拚回來，醒來時向老師透漏自己已經很累了，希望老師能看在自己的份上祈禱，但卻像之前一樣中斷，眼看又要失敗，情緒失控的磷葉石變成像魔鬼般的造型命令老師祈禱，老師因這樣的磷葉石受到驚嚇成功祈禱，但因為磷發出的聲響過大吵醒其他正在冬眠的寶石人，被黑鑽石攻擊後逃亡，被除了藍柱石和翡翠以外的寶石人追殺。躲到辰砂平時躲藏的洞穴時看見了當初寫博物誌時用的板子，被金紅石抓住，最後是蓮花剛玉在賽米和小透綠柱石的幫忙下從金紅石手中救回。
回到月球後做了被所有寶石人嫌棄的惡夢而情緒失控的想對地面上所有寶石人進行復仇，也不在意原本的復原寶石計畫。率領著部分月球寶石人與月人大軍毫無預警的突襲地球，在除自身之外的所有寶石人全部碎裂後獨自與金剛見面，在對方無法祈禱後決定要打碎他，但因一句「碎裂吧」使金剛開始毀滅，獲得了金剛留給他的眼睛，因為希望獲得幸福而裝上金剛的眼睛。恢復冷靜後想回頭把大家都復原，但所有人都已被月人回收，月人也回到月球，磷葉石被獨留在地球反覆觀看金剛的記憶一萬年。
後來成神，将三族超渡。外型變得看不出任何一族的特徵，性格與說話方式也變得穩重許多。超渡一切後暫時陷入沉睡，後被新生的石頭生命體發出的聲音叫醒，與石頭們過著和平安詳的生活。察覺到石頭們的成長過於快速是因為自己體內還殘留著的人類基因影響，不希望過去的事再次發生而想要能找到能毀滅自己的方法，最終在故事近尾聲時褪去此前被加諸身上的所有成分，變成純粹的磷叶石碎塊回歸自然界。
辰砂（Cinnabar，聲：小松未可子（日本）；張乃文（台灣））
硬度2，紅色。與鑽石同年誕生。
十分聰明，擁有相當出色的觀察力，但因為自身的水銀特性相當自卑。由於水銀反射的微弱光線，能不受黑暗的限制自由行動，因此負責夜間的視查工作。能操縱體內無窮無盡的有毒液體（水銀），戰鬥能力強大。但是毒液會汙染周遭的空氣、水源、土地與植物，假如其他寶石觸碰到毒液，其接觸的部位將會無法透光最終只能被切除。由於無法完全控制毒液而被寶石們敬而遠之，也刻意不與他人來往，獨自住在離學校最遠的海角洞穴。既不願只是單純的活著又不願傷害他人，而想到了夜間巡邏的方法，刻意避開一般寶石的活動時間，在月人不會到來的夜晚從事徒勞的工作。渴望能夠藉由被月人抓走來確定自己的存在價值。雖然嘴上說著無所謂，但其實相當在意磷葉石。
在磷葉石開始懷疑老師後向辰砂表示找到只有他才能做的工作，希望辰砂能幫助他去尋找老師與月人的關係。唯一一個知道磷葉石真正目的的寶石人，認為磷葉石的計畫不妥而拒絕他的登月邀請。
在與磷葉石等人的夜襲中，對磷葉石進行突襲。因參與這場戰鬥逐漸被同伴們接受，和其他寶石人的互動越來越多，也不再躲避大家。後失控的磷葉石來復仇時與對方一戰，雖然輸了但也重創磷。面對強大的磷葉石，辰砂的水銀成為地面寶石人擊退磷葉石的王牌，擊退磷葉石是只有他才能做的工作，辰砂為此碎裂前向磷葉石傳達了感謝。于95话变月人，在月球從事著園藝的工作，只要碰到花就會忘了時間，與南極石和薇萊迦特感情不錯，98話被磷葉石超渡。
金剛老師（Master Kongo，聲：中田讓治）
硬度不明，但是卻是最恐怖的存在，被給予的正式名稱為「金剛大慈悲晶地藏菩薩」。寶石們的領導人，統領著寶石們，並得到無條件的信任。光頭並身著袈裟，有著如同佛教僧一樣的身姿。是寶石陣營中唯一具有明顯男性外表的角色。硬度不明，不過能從在「午睡」中叫醒他會讓寶石破碎的危險性中得知其堅硬程度。擁有大喝一聲就能把寶石們震碎的攻擊力。有時在學校的正殿進行被寶石們揶揄成「午睡」的冥想，不過不進行冬眠。屢次顯現出與月人有關係的言行，讓磷葉石對此抱持疑問，事實上其他寶石都有察覺到這件事，在沉默的同時決定無論如何都會相信老師，辰砂則尚在判定中。攻擊方式是會捏碎一小部分手臂並將碎塊扔出，在某次戰鬥中被磷葉石發現。
真實身份為最後一個人類所做的機械，擁有能超渡一切的能力。小白、分子構造益智遊戲與博士都是月人為了讓金剛老師的內心產生波動而創造的。沒有人類的指示無法擅自說出自己的真實身份，也無法進行超渡等行為。因此對於被月人抓走的寶石們感到相當內疚。漫畫71話中，表示他無法與磷葉石戰鬥，雖然試圖說明原因，但被自身系統阻止。
磷葉石被大家粉碎藏在各地後，金剛花了多年收集磷的碎片將他拼湊回來，在磷葉石的請求下替他祈禱，卻和過去一樣因不明原因失敗，被情緒失控的磷葉石命令後成功啟動祈禱系統，但被其他冬眠被吵醒的寶石人打斷。之後也一直收集著磷葉石的碎片，在拼湊磷葉石的時候來不及將青金岩的眼球放回去，平時將它藏在袖子裡。94話時因為磷的命令而開始粉碎，粉碎前透露其實一直在等待著能讓自己解脫的人降臨，並把眼睛送給了磷。95話成為月人，在月球上過著不錯的生活，98話被超渡。實際上與艾庫美亞是舊識，也知道艾庫美亞想讓磷葉石成為神的計畫，相當於兩人一同設計著磷葉石。
鑽石（Diamond，聲：茅野愛衣（日本）；楊詩穎（台灣））
硬度10，韌性2級，無色、散發著七彩的光輝。與辰砂同年誕生。暱稱「小鑽（ダイヤ）」。
個性溫柔體貼，對戀愛的話題深感興趣，喜歡可愛及漂亮的東西。由於是單晶，所以比黑鑽石要來的易碎。對於跟自己同為鑽石屬又是搭檔的黑鑽石有矛盾的感情。實際上自尊心非常強，想要依靠戰鬥來展現自己身為鑽石屬的價值。之後由於黑鑽石跟鋯石組成一隊而與黃鑽石搭檔。
為了到一個沒有黑鑽石的地方，決定跟隨磷葉石一起到月球。對黑水晶和艾庫美亞的愛情相當感興趣。和其它上月球的寶石一樣不太在意磷葉石的目標，做著自己想做的事，在月球上成為當紅偶像，過著上流的生活，個性也與過去沒有自信的樣子變得強硬且火爆。原本不想隨磷葉石回地球粉碎所有寶石人，但磷葉石說會將黑鑽石帶至月球，使至今的滿足感消失，便答應同行。為與過去做了斷決定粉碎黑鑽石，見到對方的改變時震怒，最後露出終於贏過對方的扭曲笑容打碎黑鑽石，兩人同歸於盡。于95话变月人，96话想和黑钻石一起组合出道，但被拒绝，98話被磷葉石超渡。
黑鑽石／圓粒金剛石（Bort，聲：佐倉綾音（日本）；張乃文（台灣））
硬度10，韌性特級，黑色。對於會影響戰鬥實績的事情具有首屈一指的判斷力，最討厭月人，對戰鬥以外的事情不感興趣，被稱為戰鬥狂人。實際上喜歡水母、有收集水母的興趣。冬眠的時候會長時間持續夢遊到春天。冬天過後與變強的磷葉石短暫地組過隊，期間指出其戰鬥上的弱點並給出建議。之後為了新的戰鬥方式嘗試與其他寶石組隊。之後的搭檔改為鋯石。
在與磷葉石等人的戰鬥中，被磷葉石扯斷兩隻腿，將一部份未沾到水銀的頭髮剪下來修補，變成短髮，剩餘的頭髮變成長鞭作為新武器。個性十分強硬，視磷葉石為叛徒，認為曾用言語蠱惑同伴的磷葉石不能相信，數度打斷藍柱石與磷葉石對話的機會。月人不再襲擊的期間因為不需要戰鬥而把生活重心移至飼養水母，個性也溫和許多。鑽石前來打碎自己時，陪對方洩氣後擊碎彼此，被月人回收。95話變成月人，依舊沉迷水母，拒絕鑽石的偶像組合出道，98話被磷葉石超渡。
摩根石（Morganite，聲：田村睦心）
硬度7.5，淡粉紅色。綠柱石的一種。暱稱「摩根（モルガ）」。性格活潑開朗、調皮且口無遮攔，巡視工作上與透綠柱石是搭檔。與磷葉石關係很好，晚上休息時會一起同鑽石、藍柱石或其他寶石打牌。在磷葉石失去意識20年後的夏天，與透綠柱石一起被帶到月亮上。于95话变月人，98話被磷葉石超渡。
摩根石（新）（Morganite）
舊摩根石被帶走後的12年誕生的同種寶石人。與舊摩根石的個性不同，是個內向的孩子，很在意前輩們是不是比較喜歡舊摩根石。造型也和舊摩根石不同，將頭髮綁成一束低馬尾。認為新透綠柱石一定在月球上過得很好。漫畫第83話時長大許多，也和大家相處得很融洽。在清除浮冰任務時建議辰砂可以試著幫大家應援，在辰砂幫大家加油後給了熱烈的回應。于95话变月人，98話被磷葉石超渡。
透綠柱石（Goshenite，聲：早見沙織（日本）；連思宇（台灣））
硬度7.5，無色。綠柱石的一種。暱稱「透綠柱（ゴーシェ）」。非常溫柔，常常皺眉。戰鬥時與摩根石組成組合。在磷葉石失去意識20年後的夏天，與摩根石一起被帶到月亮上。于95话变月人，98話被磷葉石超渡。
透綠柱石（新）（Goshenite）
舊透綠柱石被帶走後的12年誕生的同種寶石人。新生透綠柱石的模樣與從前相比沒有改變，但個性活潑開朗、膽子大且好奇心十足，會帶著害羞的摩根石一起行動，喜歡熱鬧，不喜歡獨自一人。對於感興趣的事情就會積極參與，也因此常造成其他寶石的困擾。完全不在意舊透綠柱石的事。稱呼磷葉石為前輩且仰慕他的強大，對戰鬥深感興趣。會使用敬語說話。
由於不小心聽到磷葉石與黑水晶前往月球的計畫而感到十分好奇，偷偷跟隨前去月球的隊伍。上月球後過得十分愜意，並沒有和其他月球寶石人一起生活，而是找了一個地方和當地的月人一起住。和其它上月球的寶石一樣不太在意磷葉石的目標，做著自己想做的事。找到蓮花剛玉的治療所，告訴剛甦醒的蓮花剛玉磷葉石獨自前往地面的事，在蓮花剛玉的請求下和賽米一起帶著蓮花剛玉去地面將磷葉石帶回月球。漫畫95話在紫水晶等人還在思考該先由誰第一個月人化時，因為覺得好玩就跑進裝置裡，成為第一個月人化的寶石人，於98話被磷葉石超渡。
金紅石（Rutile，聲：內山夕實）
硬度6，金紅雙色。擁有無論寶石化為多少碎塊都能將之拼回原狀的奇蹟之手，負責寶石們的醫療工作。看起來有點神經質。因診治的過程過於個人化，而被稱為「庸醫」。為了修復搭檔帕德瑪剛玉而不斷精進自己的醫術，對蓮花剛玉有著深沉且病態的執念。有「隱藏的第一美腿」之稱。許多寶石人都會向沉睡的帕德瑪剛玉談心問事，有時候會假裝帕德瑪剛玉的聲音回答寶石人的問題。雖然平時表現沉穩，但真實性格似乎傲氣很重。
從磷葉石口中得知月人擁有創造人工寶石的能力，其建議金紅石將帕德瑪剛玉帶到月球治療。一開始有些動搖，但還是希望透過自己的雙手治好帕德瑪剛玉。發現磷葉石擅自將帕德瑪剛玉帶走時十分憤怒。在與回到地面的帕德瑪剛玉戰鬥中，不斷攻擊帕德瑪剛玉被月人修補好的部分，隨後被帕德瑪剛玉擊碎。因為蓮花剛玉被帶走的關係變回過去的個性，對擅自帶走蓮花剛玉的磷十分怨恨，抓到了被大家追殺的磷葉石，想私自處決他，卻因為蓮花剛玉的歸來而失去行動能力。獨自抱著蓮花剛玉回來時挖出來的心臟部位的月人造寶石不肯放手，精神狀況也極度不安定，即使磷葉石前來復仇時也依舊垂著頭呆坐在蓮花剛玉旁，被月人大軍擊碎帶回月球。于95话变月人，上月球後成為心理医生，98話被磷葉石超渡。
翡翠（Jade，聲：高垣彩陽（日本）；張乃文（台灣））
硬度7，深綠色。
負責擔任議長，工作是寶石之間的調解，以及各式各樣的繁忙雜務，有什麼事都會報告給金剛老師。韌性相當高，別名「堅固的翡翠」，是寶石中第二難被破壞的寶石，性格過於死板，而且相當單純。和金紅石吵架心境會意外地平靜下來，不過本人並不承認。在磷葉石因為失去雙腳丟失一部份記憶，而想不起來自己的名字時感到相當失落。在磷葉石等人夜襲時，和老師一起躲在辰砂平時所待的山洞裡，等待戰鬥結束。在磷葉石突襲地面時與之一戰，雖然防禦高但仍不及磷葉石的攻擊被擊碎，被月人回收。于95话变月人，於漫畫98話被磷葉石超渡。
紅綠柱石（Red beryl，聲：內田真禮）
硬度7.5，紅色（漫畫為洋紅色）。綠柱石的一種。暱稱「紅綠柱（レッド）」。負責服裝的製作，每天髮型都不一樣，是個時髦的寶石。對他來說反時尚是最不能原諒的行為，工作就是他的生命。指定鑽石為自己作品的首席模特兒。過去的搭檔是海藍寶石。于95话变月人，98話被磷葉石超渡。
紫水晶（Amethyst，聲：伊藤加奈惠）
硬度7，紫色。暱稱「小紫（アメちゃん）」。
雙晶構造，兩人即為一體的存在。露出右眼的是Eighty four，露出左眼的是Thirty three。在巡邏組中擁有十分出色的劍術。因為外貌之相似，兩人又不會分開行動，因此都直接統稱紫水晶。由於是雙晶，即使直接相互觸摸或碰撞也不會磨損碎裂。由於兩人從出生起便一直在一起，所以十分恐懼將來某天其中一人被抓走而與對方分離。名字84與33源自於「日本律雙晶」中兩個單結晶的接合角度——84°33′。
原本是33想尋找能夠與84安全分開的方法而決定與磷葉石一起到月球，但被84聽見，於是假扮成33的樣子前往月球。兩人皆于95话变月人，漫畫98話被磷葉石超渡。
【紫水晶33】在與磷葉石等人的戰鬥中和柱星葉石、鋯石試圖和黃鑽石談判，被帕德瑪剛玉砍碎。覺得上月球的84一定過得很好。手藝精巧，變成月人後在月球上製作糕點，造型從過去紅綠柱石的設計變成單邊辮子。
【紫水晶84】和其它上月球的寶石一樣不太在意磷葉石的目標，做著自己想做的事。成為巴爾巴達的助手變成研究員，十分尊敬巴爾巴達，改掉過去紅綠柱石設計的髮型。熱衷且善於研究，覺得寶石人的身體不太方便，想將自己改造成月人。對磷的粉碎寶石行動表示拒絕，期望留在月球吸收技術與知識，將變成砂的寶石復原，但被磷回說沒必要。在另一顆月球上找到過去被磨成粉的寶石人們的內含物，將其回收且成功製作出能將寶石人、肉族轉變成月人的裝置，使得即使硬度過低的寶石人也能以月人之姿甦醒。在磷葉石獨自待在地球的一萬年間封鎖地球，除非偵測到有新寶石人誕生需將其回收帶回月球和穩定地球環境外禁止任任何月人靠近地球。
藍錐礦（Benitoite，聲：小澤亞李）
硬度6.5，藍色。暱稱「小藍（ベニト）」。
非常有常識，而且性格認真，屬於容易受牽連的體質。跟柱星葉石是巡視工作上的搭檔。會為工作上的失誤消沉很久。認為自己非常普通，對月人和搭檔柱星葉石等奇怪的人事物懷抱憧憬。喜歡打牌但是牌技很弱。宿舍住在辰砂的隔壁房間。受到月球上奇怪事物的吸引，又在與搭檔柱星葉石的對比之下對自身存在的意義感到懷疑，決定和磷葉石一起去月球。
似乎能控制亞歷山大石變色，不確定是否是指藍錐在紫外線下可以發出螢光的反應。即使上月球也沒什麼改變，被巴爾巴達評為不適合烹飪的人，待在亞歷山大身邊幫忙他開餐廳。不想參與磷的粉碎寶石行動，但在變石的要求下被迫同行，負責牽制紅色狀態下的變石，扯斷變石的頭部使其停止活動但自己也被變石的頭撞碎，被月人回收。于95话变月人，98話被磷葉石超渡。
柱星葉石（Neptunite，聲：種﨑敦美）
硬度5.5，接近黑色的深紫色。藍錐礦都親昵地稱呼她為「小柱星葉（ネプちー）」，毒舌，擅長秘密行動，與藍錐礦是巡視工作上的搭檔。在與磷葉石等人的戰鬥中和鋯石、紫水晶33試圖和黃鑽石談判，被帕德瑪剛玉砍碎。即使與藍錐礦分開了好幾百年依舊喜歡著他，認為藍錐礦在月球上過得很好，並不擔心他。但因為月人不再襲擊，過得太和平逐漸忘記自己喜歡的事物。被紅色狀態下的變石擊碎被月人回收，于95话变月人，98話被磷葉石超渡。
鋯石（Zircon，聲：茜屋日海夏）
硬度7.5，橙色。新生透綠柱石和摩根石前第2年輕的寶石。是個性格認真的優等生，與黃鑽石是戰鬥組的搭檔，不能跟在黃鑽石身邊就會苦惱不安，與其考慮如何擊退月人更注重如何保護搭檔。後來跟鑽石交換組隊，與黑鑽石搭檔。被黑鑽石指出其弱點是黃鑽石，因為害怕失去而緊張，在戰鬥中沒有全力以赴。在與磷葉石等人的戰鬥中和柱星葉石、紫水晶33試圖和黃鑽石談判，被帕德瑪剛玉砍碎。十分想念黃鑽石。于95话变月人，98話被磷葉石超渡。
黑曜石（Obsidian，聲：廣橋涼）
硬度5，黑色。負責武器的製作。與擔當的困難嚴厲的業務相比，個性明朗輕快。辰砂為眾人接納後的冬眠期特地為其製作了專用冬眠倉。于95话变月人，漫畫98話被磷葉石超渡。
黃鑽石（Yellow diamond，聲：皆川純子（日本）；李昀晴（台灣））
硬度10，黃色。暱稱「黃鑽（イエロー）」。
3973歲，在現今的寶石裡最為年長，如今至少有4295歲，在眾寶石中處於大哥的地位。個性粗枝大葉，跑步的速度相當快。曾自嘲因為擅長逃跑所以才活得最久，長年下來連自己的興趣和戰鬥的理由都遺忘了。工作上的搭檔是鋯石，對於曾與自己搭檔過的寶石們（綠鑽石、紅寶石、藍寶石、粉色托帕石）都被帶到月亮上這點耿耿於懷。知道鋯石與黑鑽石的相性更好而向老師推薦讓兩人組成一隊，後來與鑽石搭檔。
為了向被抓走的搭檔們道歉而跟隨磷葉石一同前往月球，在得知搭檔們早已變成粉末後而崩潰出現裂痕。與磷葉石、帕德瑪剛玉一同回到地面進行夜襲，但被帕德瑪剛玉把金紅石等四位寶石人擊碎的行為嚇到，試圖要兩派的人冷靜下來，但失敗。因為目睹同伴相殘的景象，回到月球後情緒相當消沉，精神也變得相當不穩定。磷葉石被地球上的寶石們擊碎並分散碎片後的220年期間，對自身產生了懷疑，誤以為自己是月人，曾經說過「為什麼感覺身體這麼重呢？」從高處跳下後身體碎裂，修復好後被紫水晶84診斷出是各種壓力所致。除了磷葉石以外唯一一位上月球後精神不穩定的寶石人。于95话变月人，與過去的搭檔們一起開心生活著，但精神依舊恍惚，漫畫98話被磷葉石超渡。
藍柱石（Euclase，聲：能登麻美子）
硬度7.5，半邊是無色，半邊是天藍色。暱稱「藍柱（ユーク）」。
性情善良、溫柔的智力派，擔任書記，精於計算和預測，是個輔佐在翡翠旁邊，實際上什麼都做得到的萬能，但不擅長辯論和說服。由於年紀比搭檔年長許多，所以被翡翠依賴著，在互動中是掌握主導權的那一方。比起其他寶石還要容易切割。負責管理巡視的排班和預測月人的出現。頭髮的顏色有時會移動，但是本人無法控制，推測與氣壓有關，聽說如果藍色的部分停留在中間會有好事發生。幾乎被所有寶石人依賴著，月人化計畫時大家也是想知道藍柱石的決定，因為希望戰爭能停止同意月人化。
察覺從月球回來的磷葉石刻意引起其他寶石人對月球的好奇心的行為有異，並向他暗示自己已經察覺一事，但還是沒能阻止磷葉石帶部分去月球。在金剛老師坦承錯誤後，提議要與其建立新的關係。在磷葉石等人夜襲地面石，試圖說服磷葉石回來一起對寶石人的未來想辦法，認為磷葉石對寶石人的未來很重要，但最後動搖的磷葉石被黑水晶擊碎頭部，談判失敗。作戰失敗後分析出磷葉石並沒有完全獲得月人的信任。
在磷葉石獨自回來時，和翡翠是唯二沒有攻擊磷的寶石人。一直希望能和磷葉石溝通，但都因為黑鑽石的介入而失敗。代替著磷葉石和黑水晶幫忙多年的冬巡任務，並每天向金剛祈禱希望能讓現況得到改善。在地面組寶石人與金剛重新建立關係後成為地面組寶石人的領導人。在磷葉石前來對地面寶石人復仇時依舊終沒有攻擊磷葉石，希望能和他和月人方好好溝通，一同找出和平之路，但被磷葉石擊碎頭部，被月人回收並于95话变月人。唯一一位在月人化後還在意著磷葉石，對其需要獨自一人待在地球一萬年感到殘酷並希望能找出方法幫助他的寶石人，但由於其過於溫和的個性沒能說服王子和金剛，於漫畫98話被磷葉石超渡。
變石（Alexandrite，聲：釘宫理惠）
硬度8.5，天藍色，又稱亞歷山大石。希望別人叫自己「小亞歷（アレキちゃん）」。
月人研究愛好者，負責蒐集、整理月人情報，只要是跟月人有關的知識全都一清二楚，同時還會兼職巡邏。由於搭檔金綠寶石被抓走而開始研究月人，為了不讓自己忘記仇恨的感覺而整天思考關於月人的事，同時也是為了克服自己看見月人會戰鬥力大幅提昇但會失去理智的狂戰士體質。常是淺藍綠色，但只要一看到月人都會變成紅色，與藍綠色時相比，紅色時的個性與行為都相當粗暴且無法控制，若變身失敗則會陷入無力化的狀態。
為了對月人有更加深入的研究以及探視過去的搭檔金綠寶石而與磷葉石一同前往月球。從帕德瑪剛玉的主治醫師那得知可以動手術讓自己永遠處在紅色狀態，決定讓自己永遠變成紅色和磷葉石一起回地面作戰，但被藍錐礦阻止。變色的原因是月人身體發出的光線進入變石的瞳孔反射到胸腔深處就有可能變成紅色的，根據角度的不同可能不會變化。夜襲行動之後曾向磷提議在下次的行動帶上自己，但被磷拒絕了便不再過問，做著自己想做的事。被巴爾巴達評為適合烹飪，因此開始往烹飪這條路發展，成功在月球開了間餐廳，料理深受月人喜愛，生意興隆。磷決定入侵地球粉碎寶石時，表明因認識到月人並不是真的壞人也已不再在意金綠寶石，答應同行，並要求藍錐一同前去。在地面上以紅色狀態下擊碎在場所有寶石人，後被藍錐礦扯斷頭失去意識，被月人回收。于95话变月人，漫畫98話被磷葉石超渡。
橄欖石（Peridot，聲：桑島法子）
硬度6.5，綠色。
負責造紙的工作，對紙有超乎想像的執念，為了造紙嘗試過各式各樣的素材，想要做出究極美麗的紙。在不造紙的時候和榍石搭檔負責巡邏工作，個性知性冷靜。過去的搭檔是藍色黝簾石。由於藍色黝簾石與帝王托帕石同時被抓走，與一樣失去搭檔的榍石去詢問老師不想再想起藍色黝簾石的事情是否薄情，而產生了與榍石搭檔的契機。于95话变月人，於漫畫98話被磷葉石超渡。
榍石（Sphene，聲：生天目仁美）
硬度5，綠、橘、棕三色，具有多色性，反射光很強烈。負責桌椅等工藝品製作與修理，和橄欖石是巡視工作上的搭檔。對於逐漸不再想起失去的搭檔帝王托帕石一事，產生了自己是否薄情的疑惑，為此與橄欖石一同找老師詢問，順勢與橄欖石變成搭檔。于95话变月人，漫畫98話被磷葉石超渡。
西瓜碧璽（Watermelon tourmaline，聲：原田彩楓）
硬度7.5，綠色。暱稱「甜瓜（メロン）」。頭髮頂端有洋紅色花型，受到驚嚇或生氣的時候會放電，導致頭髮全部豎起來，能使用特殊的帶電攻擊，傷害力很高。和異極礦是工作上的搭檔。于95话变月人，漫畫98話被磷葉石超渡。
異極礦（Hemimorphite，聲：上田麗奈）
硬度5，青綠色。暱稱。嚮往成為像橄欖石那樣的人，和西瓜碧璽是工作上的搭檔。被回到地面異常凶殘的帕德瑪剛玉嚇到。于95话变月人，98話被磷葉石超渡。
南極石（Antarcticite，聲：伊瀨茉莉也）
硬度3，白色。暱稱「南極（アンターク）」。
平時是液體，在溫度低時才會變成固體，且溫度越低越堅硬。有軍人和獨生子的氣息。冬天以外的季節都在沉睡，一人負責冬季的鏟雪、碎冰、整理、巡視、迎擊等日常工作。武器材質與其他寶石的劍相同，為了方便碎冰而設計成鋸齒狀，空閒的時候就會到處擊碎浮冰以減少噪音。
非常重視和喜歡老師，想表現自己最好的一面，沒有其他寶石在場時喜歡向老師撒嬌。起初和其他人一樣覺得磷葉石沒有用，拒絕與他一起擔任冬季巡邏的任務，但在聽到磷葉石雖然獲得了不錯的力量（瑪瑙的雙腿）卻在緊要關頭無法派上用場、明明犯了錯卻沒被罵覺得懊悔不甘心，以及聽說冬天光是醒著就很吃力所以想再努力一次找到自己能派上用場的地方而決定鍛鍊他。
決定幫助磷後不像過去那樣不看好他，在磷抱怨或是表現出吃力等狀況時沒有像其他人一樣勸他放棄、拋下他或是過去幫助他，而是依舊嚴厲的要求磷葉石，在原地等磷葉石自己站起來，死前將冬季任務託付給他，對磷葉石產生了非常深的影響。
在緒之濱為磷葉石尋找替代雙手的素材時，由於天氣突然放晴而不巧遇到月人，雖然擊破了第一波配備粉色螢石的月人，在想辦法救出全身被合金困住的磷葉石時沒注意到有第二波月人，留下「為了不讓老師寂寞，冬天就拜託你了」這句話後，在其眼前被月人抓走。因硬度過低，部分粉塵飄散至宇宙，而且有一部分已被蒸發，無法以月人的科技復原。早就發現老師和寶石人是不同生命體，但依舊愛著老師。原本因硬度過低且特殊特性的關係被判定無法復原，但其微小生物被發現在另一顆月球上被發現，順利在95话变成月人甦醒，復活後一直待在老師身邊，與薇萊迦特和辰砂感情不錯，於漫畫98話被磷葉石超渡。
帕德瑪剛玉（Padparadscha，聲：朴璐美）
硬度9，韌性準一級，又稱「蓮花剛玉」，粉橙色。
與黃鑽石年紀相當，實力僅次於黑鑽石。自出世起身體就遍布空洞，也因此陷入長期的休眠，曾為搭檔的金紅石會不定時撿拾寶石填滿空洞，運氣好的話就會醒來，但時間也相當短暫。是其他寶石心中可靠的大哥，雖然都在沉睡中，但是只要有煩惱就會向其傾訴。曾向磷葉石透露希望金紅石放棄治療自己。
被磷葉石帶上月球，在王子用人造蓮花剛玉修復下順利甦醒，並表示身體狀況前所未有的輕快。與磷葉石、黃鑽石一同回到地面進行夜襲，戰鬥中毫不猶豫地將金紅石、鋯石、柱星葉石、紫水晶33砍碎。最後為了保護磷葉石，代替磷葉石被辰砂的水銀覆蓋全身，帶回治療後就一直被放置在治療所中沉睡著，直到被新透綠柱石發現叫醒。得知磷葉石的現況後決定聯合新透綠柱石將磷葉石從地面帶回月球，見到準備打碎磷的金紅石時，徒手將心臟位置的月人製寶石挖出來交給金紅石，隨後陷入沉睡。于95话变月人，變成月人後喜歡在屋頂上什麼都不做的待著。於漫畫98話被磷葉石超渡。
金綠柱石（Heliodor，聲：M・A・O）
硬度7.5 - 8，金色。綠柱石的一種。暱稱「金綠柱（ヘリオ）」。
髮型為高馬尾或是公主頭，頭上綁著粉色的大蝴蝶結。帶點溫柔、天然呆大小姐的感覺。在動畫第12集中，磷葉時的回憶中登場。
在劇情開始前已被月人抓走，後被製成月人武器弓箭的箭矢，在戰鬥中取回一部份的身體碎片。事實上取回的碎片是月人製造的人工寶石，並非真正金綠柱石身體的一部份。于95话变月人，98話被磷葉石超渡。
幽靈水晶（Ghost quartz）
硬度7。二層構造，外層是白色，內層是黑色，身體具有兩個不同的意識。暱稱。
負責圖書館與長期療養所的管理工作，來無影去無蹤，經常站在別人身後又突然開口說話。主導身體行為，但有時黑水晶會搶過控制權。稱呼黑水晶為「體內的孩子」，做出決定前會取得其同意，不喜歡黑水晶隨心所欲，認為會為其他寶石帶來麻煩。很重視青金岩，會根據青金岩的指示行動。主動對磷葉石提出組隊的請求，因為覺得磷葉石很像青金岩，向其表示無論什麼事都願意協助。為了掩護磷葉石而被削掉身體表層，被帶到月亮上，使用的武器為鐮刀。由於黑水晶殘留幽靈水晶的右眼被替換，幽靈水晶最終完全失去對黑水晶的控制，至此存在完全消失。于96话变成月人，與異極礦、西瓜碧璽、黑曜石交情不錯，知道青金岩没被复活，漫畫98話被磷葉石超渡。
黑水晶/凱恩戈姆水晶（Cairngorm）
硬度7，黑色。幽靈水晶的內層，和幽靈水晶共享記憶、知識，在幽靈水晶被月人剝落帶走後現身，因為被包覆在幽靈水晶體內，所以身形比其他人要小一點。雖然與幽靈水晶相比個性更為粗暴，不過一樣地很會照顧他人。外貌和氣質皆與南極石相似，因此讓精神上陷入混亂的磷葉石一時暴走。原本與幽靈水晶使用同一個名字，在磷葉石請求下從老師那裏得到更適合的名字。左手在幽靈水晶被帶走的戰鬥中作為誘餌失去了，之後裝上煙水晶（Smoky quartz）材質的新手，但內含物修補裂痕的速度很慢，造成左手經常在戰鬥中脫落。很重視青金岩，會乖乖聽從青金岩的指示。個性直接，約定好的事就絕對會遵守，幽靈水晶被抓走前囑咐過要保護好磷葉石，因而當自己的失誤導致磷葉石的頭被月人帶走時很自責，甚至想用自己的頭替代。在磷葉石沉睡期間接替冬季巡邏擔當。
在磷葉石頑固的請求下無奈答應而前往月球，在磷葉石得知南極石無法復原崩潰時，主動向月人王子提出在自己身體之外覆蓋人造南極石，但被拒絕。王子認為這個決定是受殘留在右眼中的幽靈水晶所影響，在掙扎之後，透漏希望能逃離幽靈水晶的控制獲得自由，由王子將右眼取出。在幽靈水晶被完全清除之後產生巨變，外貌與氣質變得越來越少女，並對寶石人的事毫不在意，覺得青金岩、幽靈水晶能不能復原都無所謂。過去的黑水晶一切都要和南極石相似，對此感到極度痛苦，在代替磷葉石冬季巡邏的102年間一直想跳進浮冰裡自殺。很討厭黑水晶這個名字也討厭寶石的身體。相當喜愛艾庫美亞，與艾庫美亞交往並結婚，被其他一同上月球的寶石人和月人們稱為「公主」，在獲得新名字前一直被眾人稱為公主。于95话变月人，艾庫美亞也替他取了新名字「薇萊迦特」（ウェレガト），在失傳的語言中代表豐收與超越。與一樣變成月人的南極石和辰砂感情不錯。漫畫98話在磷葉石的超渡下消失。
Cairngorm在英文維基分類上屬於煙水晶，但為了與Smoky quartz做區別，故按照日文維基翻譯為黑水晶。
青金岩（Lapis lazuli）
硬度5，深藍色。暱稱。複合體質，由青金石、黃鐵礦、藍方石、方鈉石、玻璃為中心的六種礦物所構成。個性穩重，頭腦聰明且善於思考，是很容易陷入思緒而分心的類型，過去負責管理圖書館，對藏書的內容瞭若指掌，和幽靈水晶曾經是搭檔。和月人戰鬥時因為分心而被奪走身體，只剩下頭部。頭部由幽靈水晶保管著，後在磷葉石失去頭之際被接合在其剩餘的身體上。殘留的意識在磷葉石甦醒後的夢中現身，幫磷葉石整理了失去的記憶殘留下的少許痕跡，提供探尋真相的思路，並將自己的思考能力與分析能力借給他。因頭部被磷葉石所用，導致剩餘記憶不足而无法月人化，是唯一一位無法復活的寶石人。
藍色黝簾石（Blue zoisite）
硬度6.5，偏藍的堇色。橄欖石的搭檔，不良系，在托帕石的提議下寫起交換日記因而發掘了意想不到的才能，已被月人抓走。于95话变月人，在月球上發展優異的寫作才能，並與一位月人攝影師交往，98話被磷葉石超渡。
帝王托帕石（Imperial topaz）
硬度8，雪利酒色。暱稱「托帕石（トパーズ）」。榍石的搭檔，曾因為擔心藍色黝簾石和金綠寶石關係不好而提議寫交換日記，跟藍色黝簾石同時被抓走。于95话变月人，98話被磷葉石超渡。
金綠寶石（Chrysoberyl）
硬度8.5，蜂蜜色。變石的搭檔，優等生，個性溫柔穩重，寵愛縱容著變石。在磷葉石出生不久前被帶到月亮上，成為變石開始研究月人的契機。于95话变月人，98話被磷葉石超渡。
綠鑽石（Green diamond）
硬度10，綠色。黃鑽石的搭檔，已被抓走。于95话变月人，98話被磷葉石超渡。
紅寶石（Ruby）
硬度9，紅色。談吐豁達開朗，曾因為在蓮花剛玉的手術中提出太多意見，被金紅石怒斥硬度九就去好好戰鬥。黃鑽石的搭檔，已被抓走。于95话变月人，98話被磷葉石超渡。
藍寶石（Sapphire）
硬度9，藍色。性格正經寡言，認為給蓮花剛玉鑲嵌的寶石應當注意色彩的平衡，實際上似乎是有意將蓮花剛玉的拼圖安排成與自己相近的色系。黃鑽石的搭檔，已被抓走。于95话变月人，98話被磷葉石超渡。
粉色托帕石（Pink topaz）
硬度8，粉色。性格溫柔，黃鑽石的搭檔，已被抓走。于95话变月人，98話被磷葉石超渡。
海藍寶石（Aquamarine）
硬度7.5，水藍色。紅綠柱石的搭檔，已被抓走。
紅鑽石（Red diamond）
第一位出生的寶石，在金剛老師的回憶中登場。金剛老師最初發現的新型礦物生命體，認定紅鑽石是與其身體構造相似的生命體，且外表與動作與古代生物的幼體有許多相似之處，而判斷必須給予其保護及文明生活。因為不喜歡身體表面的紅色與金剛老師顏色的不同，而打上白粉。已被月人抓走。因為是鑽石族的關係修復速度比其他寶石要來的快，當初巴爾巴達展示給磷看的修復進度，紅鑽石是進度最快的一位。于95话变月人，98話被磷葉石超渡。
螢石（Fluorite）
第二位出生的寶石，在金剛老師的回憶中登場。被紅鑽石所發現。已被月人抓走。
浮冰/金剛的兄弟機
有著極似月人的造型，由海底的微小生物集結而成。老師曾稱之為「罪孽深重之物」。摩擦時會產生巨大的刺耳聲響，會吵到大家冬眠，因此擔任冬巡任務的寶石人需要把浮冰打碎。雖然沒有意識但是會說話，除磷葉石和老師以外的人都聽不懂，黑水晶不確定。有著將看著浮冰的人內心的不安反映出來，並使其增幅的性質，因此在浮冰前必須保持平靜，不然會受其影響。
真實身分是金剛的兄弟機，因為故意不告訴人類有隕石要來而被廢棄丟進海中。造型像月人以及奪走磷葉石的雙手都是為了討好月人。說話方式經常夾帶著英文也有點輕浮，因為不屬於人類而在超渡中存活，過著無拘無束的生活。極度討厭人類。隨身帶著一顆散發壽司奶油洋芋片的水藻，時不時就會聞一下。一開始聞到人類的味道以為有殘存的人類想來蹂虐對方，結果遇到的是磷葉石，此舉幫助磷葉石更加確定自己體內還殘存著人類的殘留物，因此希望兄弟機能幫助他找出毀滅自己的方法。

### 月人
艾庫美亞/艾曼（Aechmea）
月人的精神領袖，統稱「王子」，身穿如印度婆娑般的長袍，有時會換上如西服辦的服飾，性格直率有禮，但城府頗深，討厭別人用本名稱呼他（本人認為很羞恥）。在與磷葉石見面時向其說明了自身種族的由來，並以「將被磨成粉的寶石回復原狀」為交換條件，希望其能夠說服金剛為自己及族人超渡，並在磷葉石返回地面前為其裝上人工的珍珠眼球，在磷葉石再度前來月球後修復了帕瑪德剛玉。拒絕了黑水晶將人造南極石覆蓋自己的想法，告訴黑水晶自己之所以會對磷葉石無條件付出其實是右眼還殘留著的幽靈水晶的指示，在黑水晶表示想獲得自由後替他換了新的眼睛。與獲得自由的黑水晶相當親暱，也非常疼愛他，和黑水晶在堆積著寶石人粉末的沙灘前舉辦婚禮，在黑水晶月人化後賦予他一個新的名字。隱瞞了金剛成功祈禱後的真相，僅告訴了黑水晶。真正的名字是艾曼（エンマ），過去是地位較高的月人，某次與區長前往庫美拉地區探訪，當其他人被眼前景象嚇跑時只有他留下來幫助庫美拉的月人們，甚至犧牲自己被超渡的機會，因此留下來的月人們十分尊敬他。在磷葉石獲得金剛的眼睛時現身要求對方交出來，磷葉石認為艾庫美亞真正想要的其實是這顆眼睛時將其安裝在自己身上，艾庫美亞隨後露出詭異的笑容消失，真正的目的就是為了讓磷葉石能頂替金剛，成為新的祈禱工具。實際上一直與金剛設計磷葉石，引導其一步步的往自己的計畫走，於98話被磷葉石超渡。
名字取自於附生鳳梨屬（Aechmea）。
賽米（Semi）
身材高大的月人，王子的手下，個性憨厚老實。由於自己的名字是跟王子要來的因此相當看重。
名字取自於英文的數字前綴詞semi-，意指「一半的」。
巴爾巴達
月球的科學家，負責執行修復寶石人的工作。但修復工作卻因為許多粉末已被月球上的海族吃掉變成殼的一部份，磷葉石也無法殺掉對自己十分尊敬、信任的海族而停滯。成為紫水晶84的老師，和他一起做研究。認為亞歷山大石很適合做料理，因此讓亞歷山大石走向廚師這條路。被艾庫美亞下令修復並保存這200年來磷葉石的記憶。
小白
第一個從「二重黑點」之中現形的異形物。與月人不同，擁有佈滿筋肉的巨大身軀、六隻手腕及毛茸茸的尾巴。有分裂再生的特性，闖入學校後，被寶石們斬開而不斷分裂，最終變成小狗的模樣，將小狗狀的分裂體聚集起來又會回復原來的模樣。顯示出糾纏渴望著金剛老師的情形，最後以原本的姿態在老師身邊消散。與金剛老師有親密的關係，其名字「小白」正是從老師口中得知，因而讓磷葉石產生金剛老師與月人之間是否有連繫的懷疑。在小狗狀態下沒有攻擊性，共有108隻，可愛的外表與柔軟的觸感深受寶石們的喜愛，因此紅綠柱石以其外表縫製出許多複製品的絨毛玩具。
分子構造益智遊戲
第二個從「二重黑點」之中現形的異形物。外觀呈現圓形、三角形、四角形等小塊版狀的遊戲片模樣，包裹在礦物結晶之中，具有眼睛與手腳。接近寶石後便會往四周射出外層的礦物結晶，藉此削掉寶石身體的一小部分。本體在拿到寶石碎片後會飛快逃走，回黑雲上的「器」中。甚至會團體行動，一口氣大量削破寶石的身體。

### 安多米拉比利斯族
溫特里克斯斯（Ventricosus，聲：齋藤千和）
安多米拉比利斯的王，原本與其他族人一起被月人飼養在月亮上，同族中只有其能在月亮上能勉強保有自我意識。為了拯救同胞，與月人達成約定後被帶往地上。初登場時像一隻巨大的粉橘色蝸牛，身體擁有融化寶石身體及武器的能力，受傷後能自我再生。由於殼在黑鑽石與月人戰鬥的過程中被當作墊腳石踩裂，為了修復破損的殼而將離自己最近的磷葉石吞下。之後掉入學校池塘浸泡到鹽水而恢復了原本的大小。能夠溝通的對象只有被其融解並與殼結合過的磷葉石。金剛老師以「貝之王」之名歡迎，並讓磷葉石接待之。為交換弟弟阿克雷阿茲斯的自由，利用磷葉石的同情心令其前往海中，導致磷葉石在月人的攻擊下失去雙腳。返回故鄉後，與阿克雷亞茲逐漸將阿德米拉皮利斯一族繁衍壯大，並將一族的傳說與在寶石島的見聞流傳後世。可由其後代瓦麗埃加茨斯口中得知，一生都在為欺騙磷葉石這件事感到十分後悔。
阿克雷阿茲斯（Aculeatus，聲：三瓶由布子）
溫特里克斯斯的弟弟。原本同樣被飼養在月亮上，後作為溫特里克斯斯與月人交易的條件而被帶到地球。擁有強大的戰鬥能力，溫特里克斯斯形容其「只有吃與戰鬥的才能」，在引渡交換的過程中恢復意識，用觸手輕而易舉地擊退月人。以自己殼上的兩根棘刺作為磷葉石失去雙腳的補償。想要讓父母及同伴從如同家畜一般的境遇中解脫出來。返回故鄉後，與溫特利克斯斯逐漸將阿德米拉皮利斯一族繁衍壯大。
瓦麗埃加茨斯（Variegatus）
歷經了磷葉石沉睡的102年，從溫特里克斯斯數來，安多米拉比利斯的第五代王。被稱為是歷代王中最膽小的一位，為了能讓族人認同自己的勇氣而偷偷靠近地面，結果在淺灘附近弄丟了殼，被透綠柱石抓住放入學校的池塘裡。之後遇見了能聽懂安多米拉比利斯一族語言的磷葉石，認出了磷葉石就是傳說中「將祖先從月人手中解放的寶石」，但是由於誤傳，把「磷葉石（フォスフォフィライト）」叫成「波斯波比佩洛佩洛（ポスポピペロペロ）」。向磷葉石說明了其原本從溫特里克斯斯那裡聽說過，卻因為失去雙腳而遺忘的，關於「人類」與「寶石、月人、安多米拉比利斯一族」三者之間關係的傳說。
康瓦拉利烏斯（Convallarius）
溫特里克斯斯兩代之前的安多米拉比利斯王。原本統領族人居住於地球上。當地球食物資源耗盡，安多米拉比利一族面臨飢荒危機時，向月人提出移居月球，依賴合成食物生存的請求，此後安多米拉比利一族開始定居於月球。

### 新岩石生命體
唱歌小石頭
擅長說話和唱歌，相當的單純。成神的磷葉石偵測到其發出的聲音後甦醒，對見到磷葉石感到很高興。與磷葉石初次見面時回絕了對方要給自己方便的身體和眼睛等等，對於自己只是一顆小石頭，即使不完美也感到很滿意，讓磷葉石對自己過去的行為感到十分後悔與痛苦。和磷葉石待在一起，經常唱歌給他聽，因為無法移動因此需要磷葉石拿著他走動。
跳舞小石頭
擅長移動和跳舞，與磷葉石見面後能講出簡單的詞彙或聲音，但無法成句。
寫詩小石頭
擅長文字創作，無法說話，利用移動的軌跡寫詩。其創作只有磷葉石能解讀。

## 世界觀
寶石
擁有人形的寶石生命體，不死之身，各自有著不同的硬度與韌性，會依照特長分發不同的工作。無性別之分，但語氣上有偏向男性或偏向女性的差異。寶石之間以「兄」、「弟」相稱。即使身體化作沙粒程度的碎片，只要收集齊一定的量用糨糊接回人形就可以繼續生存，之後微小生物會自行將裂痕修補好。記憶伴隨微生物儲存在體內各處，假如失去身體的某個部位，將會失去其位置的微生物所儲存的記憶，失去的記憶比例與失去的身體比例相對應。不過頭髮內不存在微小生物的情況十分常見，含有的記憶也極其微量。缺少的身體可以用性質相同、不含微小生物的材料補齊。以光作為養料，在光線不足的地方行動會變得遲鈍。作者以上半身如少年般纖細、下半身如少女般優美的「意識」來呈現寶石身形的美感。實際上大部分的寶石人都沒有什麼想法，總是依賴著金剛或藍柱石的決定，即便察覺到金剛有所隱瞞也選擇無視。對身旁的事幾乎沒什麼在意，
只有自己在乎的事才會相當執著，非搭檔的同伴被月人帶走很快就能拋到腦後，但如果是自己的搭檔被帶走就會受到很大的影響。95话裡除了磷叶石和青金岩以外，至今為止全部宝石已变成月人，各自在月球上過著幸福快樂的生活。98话全员被超度。
月人
來自月球的無數狩獵者，企圖將寶石製成裝飾品而捕捉他們。中央有如同佛像、手持著容器的巨大月人「器」。周圍環繞著被稱為「雜」，會使用弓箭、槍等武器進行攻擊，體型與寶石們相同的月人。通常中央的「器」被破壞就會消散，但「新式」將「器」裡填入寶石改造的武器，被破壞後不會消散，且會從被砍斷的空隙使用武器直接攻擊。
現身時有預兆，天空會出現叫做「黑點」的黑色陰影。為了防範月人來襲，寶石們會在白天分擔巡邏的工作。平均每三日晴天就會有一次襲擊，雨天不會出現，在少有晴天的冬天則是次數驟減。到目前為止，一次也不曾在夜晚中現身。溫特里克斯斯以「明明沒有天敵，卻喜好鬥爭。」等言語形容。為傳說中的「魂」之者。在月球上可以正常使用語言交流，但是在地面時無法說話也無法呼吸，只能發出氣音。將抓回來的寶石人磨成粉鋪在月球表面。晚上不會出擊是因為月人有勞工會，反對晚上出擊。具有高科技，能製造人工寶石，過去到地面與寶石人戰鬥時所使用的寶石皆為人造寶石。雖然能製造寶石，但無法製造裡面的微生物，因此無法製作出擁有自主意識的寶石人。
過去月人多達覆蓋了六顆月球，大家享盡了永生不死後開始渴望回歸安寧，為此開始向地面的金剛祈禱，但為了決定祈禱的先後順序引入了階級制度。現在還留著的月人都是當時被丟到最低階的庫美拉地區的月人，在那裡過著不斷互相撕裂如同地獄一般的日子。有次區長來探視被眼前景象嚇壞而逃走，只剩下艾庫美亞留在原地想辦法幫助該地的月人。但在艾庫美亞整頓好開始排隊時金剛就損壞了，同時寶石人也開始誕生。
95話紫水晶84製作出能將寶石人和安多米拉比利斯族轉化成月人的裝置，成功將除了磷葉石以外的至今所有的寶石人和安多米拉比利斯族轉化成月人，98話集體被磷葉石超渡。
安多米拉比利斯族
俗稱「肉族」。外觀如同海蛞蝓、背負著殼的軟體動物。在月亮上被月人所飼養著，由於吸收了月亮上的沙子及甜水，導致身體肥大化並且失去了思考的能力。只要浸泡到鹽水就會恢復正常大小，回到海中的故鄉便會展現人形的真實姿態。壽命短，藉由不斷重複的繁衍與死亡，世世代代創造與傳承知識。流傳著關於「人類」的古老傳說。
不知為何格外討厭水母。將寶石們生活的土地稱為「永恆的美人之國」。認為因溫特里克斯斯造成磷葉石失去雙腿一事令寶石們非常憤怒，懼怕被撕碎而禁止靠近陸地附近。為傳說中的「肉」之者。
因為磷葉石的腿是阿克雷阿茲斯的殼製的，因此許多海族認為磷葉石與王室有關，十分尊敬他。對磷葉石的請求都會努力達成，在磷葉石失落的問可不可以給我你們的殼時，即使痛苦也想把殼拔下來給他，但磷葉石無法接受這樣的事而阻止海族傷害自己，並跟他們說剛剛是在開玩笑，還原寶石人的工程也因此停擺。因地球食物嚴重短缺導致生存困難與智力下降，同意全族前往月球進行月人化，98話集體被磷葉石超渡。
新岩石生命體
磷葉石超渡一切後新生的生命體，極度善良單純。受到磷葉石體內的人類殘留物影響而快速的成長。

## 出版書籍
| 集數 | 講談社         | 講談社                                                  | 臉譜出版      | 臉譜出版               | 后浪      | 后浪                   |
| 集數 | 發售日期       | ISBN                                                    | 發售日期      | ISBN                   | 發售日期  | ISBN                   |
| ---- | -------------- | ------------------------------------------------------- | ------------- | ---------------------- | --------- | ---------------------- |
| 1    | 2013年7月23日  | ISBN 978-4-06-387906-3                                  | 2018年6月28日 | ISBN 978-986-235-674-6 | 2024年5月 | ISBN 978-7-5746-0315-8 |
| 2    | 2014年1月23日  | ISBN 978-4-06-387950-6                                  | 2018年6月28日 | ISBN 978-986-235-675-3 | 2024年5月 | ISBN 978-7-5746-0315-8 |
| 3    | 2014年8月22日  | ISBN 978-4-06-387992-6                                  | 2018年6月28日 | ISBN 978-986-235-676-0 | 2024年5月 | ISBN 978-7-5746-0315-8 |
| 4    | 2015年5月22日  | ISBN 978-4-06-388044-1 ISBN 978-4-06-362299-7（特裝版） | 2018年10月4日 | ISBN 978-986-235-702-6 |           | ISBN 978-7-5746-0817-7 |
| 5    | 2015年11月20日 | ISBN 978-4-06-388101-1                                  | 2018年12月6日 | ISBN 978-986-235-720-0 |           | ISBN 978-7-5746-0817-7 |
| 6    | 2016年9月23日  | ISBN 978-4-06-388185-1 ISBN 978-4-06-362329-1（特裝版） | 2019年3月7日  | ISBN 978-986-235-736-1 |           | ISBN 978-7-5746-0817-7 |
| 7    | 2017年5月23日  | ISBN 978-4-06-388259-9 ISBN 978-4-06-362365-9（特裝版） | 2019年5月31日 | ISBN 978-986-235-755-2 |           |                        |
| 8    | 2017年11月22日 | ISBN 978-4-06-510363-0                                  | 2019年8月29日 | ISBN 978-986-235-774-3 |           |                        |
| 9    | 2018年10月23日 | ISBN 978-4-06-513101-5 ISBN 978-4-06-513102-2（特裝版） | 2020年1月4日  | ISBN 978-986-235-797-2 |           |                        |
| 10   | 2019年8月23日  | ISBN 978-4-06-516738-0 ISBN 978-4-06-516739-7（特裝版） | 2020年7月30日 | ISBN 978-986-235-857-3 |           |                        |
| 11   | 2020年7月20日  | ISBN 978-4-06-520224-1 ISBN 978-4-06-520223-4（特裝版） | 2021年8月5日  | ISBN 978-986-235-995-2 |           |                        |
| 12   | 2022年11月22日 | ISBN 978-4-06-529732-2 ISBN 978-4-06-529733-9（特装版） | 2023年5月6日  | ISBN 978-626-315-284-7 |           |                        |
| 13   | 2024年11月21日 | ISBN 978-4-06-537477-1 ISBN 978-4-06-537478-8（特装版） |               |                        |           |                        |

特裝、限定版〈Premium KC〉贈品列表（含台版）
第1～3卷：僅台版典藏紀念海報、書籤套組。
第4卷：特裝版含附贈卡片遊戲；台版為限定典藏閃膜書籤。
第5卷：台灣限定明信片套組、閃膜書籤。
第6卷：限定版附贈環保購物袋；台版為限定典藏閃膜書籤。
第7卷：限定版附贈《ILLUSTRATION BOOK》畫冊；台版內容物相同加書籤。
第8卷：台灣限定典藏閃膜書籤。
第9卷：特裝版附贈全彩畫集《STATUE》；台版內容物相同加書籤。
第10卷：特裝版附贈全新繪製作品集《LOVE FREEDOM HELL》＆貼紙；台版內容物相同加書籤。
第11卷：特裝版附贈寶石之國解說精裝全事典；台版內容物相同加書籤。
第12卷：特裝版附贈精裝典藏畫冊《The Party At The End》；台版內容物相同加書籤。
第13卷：特裝版附贈詩集。

### 相關書籍
插畫集
（愛的假晶 市川春子插畫書）
- 2017年11月22日、ISBN 978-4-06-510646-4

精裝解說書
（圖說 寶石之國）
- 2020年11月30日、ISBN 978-4-06-521648-4

## 電視動畫

### 製作人員
- 原作：市川春子（講談社『月刊Afternoon』連載）
- 監督：京極尚彦
- 系列構成：大野敏哉
- 角色設計：西田亜沙子
- CG總監：井野元英二
- 概念藝術：西川洋一
- 美術監督、美術設定：赤木寿子
- 色彩設計：三笠修
- 攝影監督：藤田賢治
- 編集：今井大介
- 音響監督：長崎行男
- 音樂：藤澤慶昌
- 音樂製作人：三上政高
- 音樂製作：東宝
- 製片：山崎慶彦、藤野麻耶、清水美佳、馬場楊子、亀井博司、多田祐一、上治知世、吉田健人、金子広孝
- 製作：武井克弘
- 製作製片：和氣澄賢
- 動畫製作：Orange
- 製作：「寶石之國」製作委員会

### 主題曲
片頭曲
填詞、作曲、編曲：照井順政、主唱：YURiKA
片尾曲

填詞、作曲、編曲：鈴木慶一、主唱：大原由衣子
「liquescimus」（第8話）
填詞、作曲、編曲：志娥慶香、主唱：磷葉石（黑澤朋世）
（第12話）
填詞：照井順政、作曲：照井順政、藤澤慶昌、編曲：藤澤慶昌、主唱：YURiKA

### 各話列表
| 話數     | 日文標題 | 中文標題 | 劇本     | 分鏡       | 演出     | CG導演   |
| -------- | -------- | -------- | -------- | ---------- | -------- | -------- |
| 第一話   |          | 磷葉石   | 大野敏哉 | 京極尚彦   | 京極尚彦 | 茂木邦夫 |
| 第二話   |          | 鑽石     | 大野敏哉 | 京極尚彦   | 京極尚彦 | 茂木邦夫 |
| 第三話   |          | 變化的磷 | 筆安一幸 | 武藤健司   | 武藤健司 | 越田祐史 |
| 第四話   |          | 魂·肉·骨 | 筆安一幸 | 田村耕太郎 | 松見真一 | 都田崇之 |
| 第五話   |          | 歸來     | 筆安一幸 | 京極尚彦   | 京極尚彦 | 茂木邦夫 |
| 第六話   |          | 初陣     | 大野敏哉 | 武藤健司   | 武藤健司 | 越田祐史 |
| 第七話   |          | 冬眠     | 井上美緒 | 武藤健司   | 松見真一 | 都田崇之 |
| 第八話   |          | 南極石   | 井上美緒 | 京極尚彦   | 京極尚彦 | 茂木邦夫 |
| 第九話   |          | 春天     | 筆安一幸 | 田村耕太郎 | 松見真一 | 都田崇之 |
| 第十話   |          | 小白     | 筆安一幸 | 武藤健司   | 武藤健司 | 越田祐史 |
| 第十一話 |          | 秘密     | 筆安一幸 | 田村耕太郎 | 久野遙子 | 都田崇之 |
| 第十二話 |          | 新的工作 | 筆安一幸 | 京極尚彦   | 京極尚彦 | 茂木邦夫 |

### 播放電視台
| 播放日期                 | 播放時間                | 播放電視台 | 播放地區   | 備註                                        |
| ------------------------ | ----------------------- | ---------- | ---------- | ------------------------------------------- |
| 2017年10月7日 - 12月23日 | 星期六 21:30 - 22:00    | AT-X       | 日本全域   | 參與製作 / CS放送 / 有重播                  |
|                          | 星期六 22:00 - 22:30    | TOKYO MX   | 東京都     |                                             |
|                          | 星期六 23:00 - 23:30    | BS11       | 日本全域   | 參與製作 / BS放送 / 《ANIME+》頻道          |
| 2017年10月8日 - 12月24日 | 星期日 2:38 - 3:08      | 每日放送   | 近畿廣域圈 | 製作参加 / 字幕放送 / 《Anime Shower》第2部 |
| 2018年8月11日 - 8月23日  | 星期一至日 20:30－21:00 | Animax     | 臺灣       | 雙語播出                                    |

## 外部連結
- 寶石之國 / 市川春子 - 月刊Afternoon官方網站 （页面存档备份，存于）（日語）
- 電視動畫《寶石之國》官方網站（页面存档备份，存于）
- 電視動畫《寶石之國》的X（前Twitter）（日語）